# Christian Eder
Christian Eder (* 1. Februar 1964 in Bregenz) ist ein österreichischer Maler und bildender Künstler. Er lebt und arbeitet seit 1999 in Wien und Illmitz.

## Leben und Werk
Eder absolvierte von 1998 bis 1998 an den Universitäten Innsbruck und Wien ein geisteswissenschaftliches Studium. Von 1999 bis 2001 arbeitete Eder in der Kunstvermittlung der Österreichischen Galerie Belvedere Wien mit dem Schwerpunkt der mittelalterlichen Kunst. Studienreisen führten ihn nach Argentinien, Chile, Bolivien, Mexiko und Guatemala. Seit 1996 hat er zahlreiche Ausstellungsprojekte in und außerhalb Österreichs realisiert. Werke von Christian Eder befinden sich in privaten und öffentlichen Kunstsammlungen.

## Ausstellungen (Auswahl)
- 2011: Abstraktionen – Formationen, Österreichisches Kulturforum Krakau
- 2011: Österreich Bibliothek Opole
- 2011: Galerie Zamek, Przemyśl
- 2011: Neue Malerei, Künstlerhaus Palais Thurn & Taxis, Bregenz
- 2012: Zeichen – Feld – Bewegung, Galerie Artmark, Wien
- 2013: Impuls – Rhythmus – Linie, Donau-Universität Krems
- 2014: Neue Werke – Lineaturen in Farbe und Licht, Galerie Leonhard, Graz
- 2015: Linie – Dichte, Galerie Artmark, Wien
- 2015: Sequenzen, Kunstverein Kärnten, Klagenfurt
- 2018: Parallel Orders, Stadtmuseum Bruneck